# Álex Grijelmo
Álex Grijelmo García (Burgos, 26 de febrero de 1956) es un escritor y periodista español. Premio Castilla y León de Ciencias Sociales y Humanidades (2018), es miembro correspondiente en España de la Academia Colombiana de la Lengua.

## Biografía
Licenciado en Ciencias de la Información y máster oficial y doctor en Periodismo por la Universidad Complutense de Madrid. Titulado en Dirección de Empresas por el IESE Business School de la Universidad de Navarra. Grado honorario en Administración de Empresas por la fundación universitaria ESERP.
Grijelmo publicó a los 16 años de edad su primer artículo, en el diario burgalés La Voz de Castilla, donde luego trabajaría como redactor en prácticas mientras estudiaba periodismo. Expulsado de la Universidad de Navarra por sus actividades antifranquistas (en concreto, por ser el director de la revista universitaria Ya era Hora, editada desde El Verbo Divino durante el curso 1974-75, cuya residencia estuvo a punto de ser cerrada), se trasladó a la Universidad Complutense de Madrid. Acabaría la carrera años más tarde, ya durante el ejercicio de la profesión. Cursó luego el máster oficial y obtuvo el grado con una tesina sobre el valor del silencio en la retórica, tema en el cual profundizó en su tesis doctoral, publicada con el título La información del silencio y referida a las manipulaciones informativas por vía de omisión de datos.
En 1977 ingresó en la agencia Europa Press. En 1983 fue contratado por el diario El País, donde fue sucesivamente subjefe de Madrid, subjefe y jefe de Edición y Diseño, jefe de España, redactor jefe de Edición y Formación (en esta etapa se publicó el libro de estilo del periódico, del que fue responsable), redactor jefe de Madrid y luego de Domingo, de Sociedad y de Deportes. 
En el año 1999 es nombrado director editorial de la cadena de periódicos locales y regionales del Grupo Prisa (propietario de El País). En 2002 pasó a ocupar la dirección general de Contenidos de Prisa Internacional. Contribuyó así a la creación de tres cadenas de radio panamericanas W Radio, Bésame Radio y Los 40 Principales, con presencia en Colombia, México, Costa Rica, Chile, Panamá y Miami. En esa época también fue responsable de los contenidos de distintos medios de Bolivia y fundó la edición mexicana de Rolling Stone.

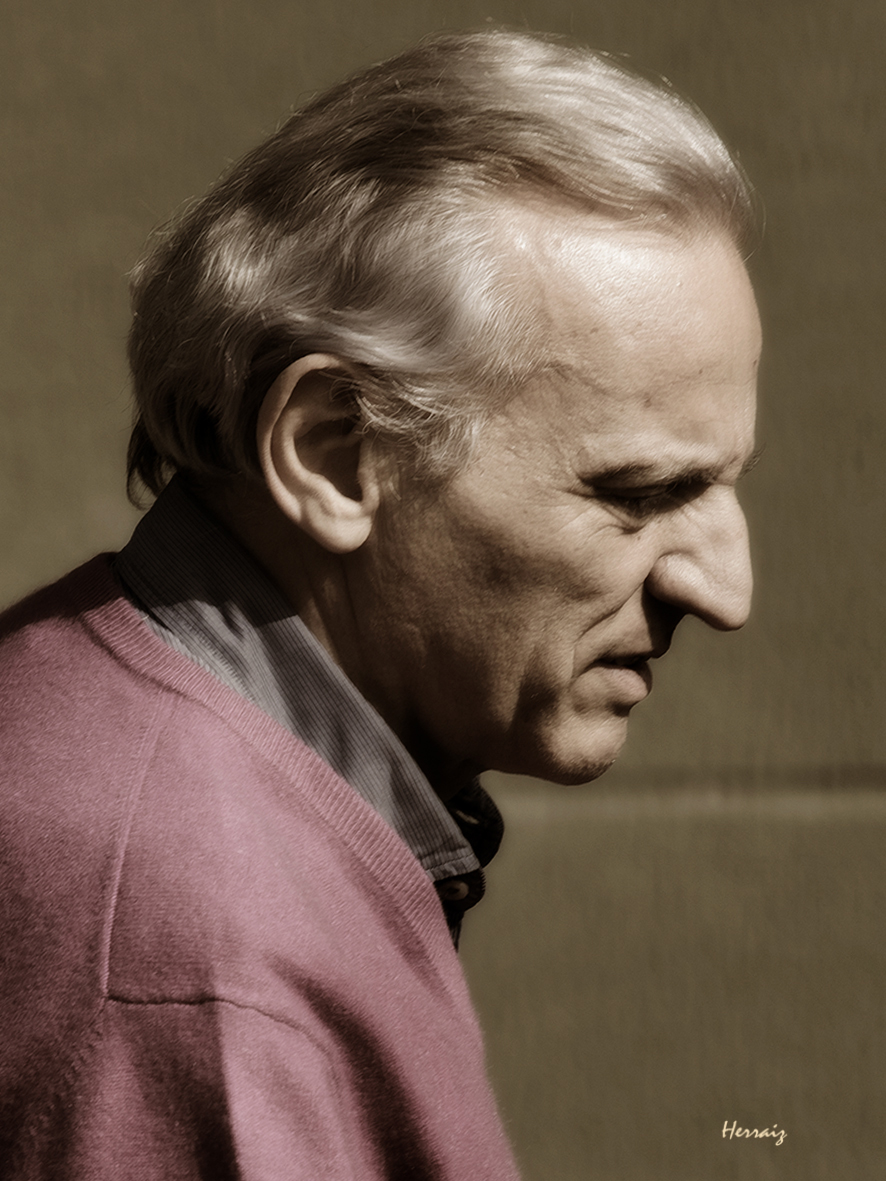
Álex Grijelmo por Ángel Herraiz

En mayo de 2004 fue nombrado presidente de la agencia EFE con la misión de hacer de esta empresa pública un medio informativo independiente. Durante su mandato se negoció el primer código ético de los periodistas de la agencia y de su dirección y se consiguió, por vez primera en toda su historia, la entrada en rentabilidad económica. En 2005 creó la Fundación del Español Urgente, patrocinada por el BBVA. En el año 2007 fue elegido presidente del Consejo Mundial de Agencias por un mandato de tres años.
En junio de 2010 negoció con el comité de empresa una rebaja salarial de un 3,5% de media para los trabajadores y un 8 % para los directivos para evitar los despidos como consecuencia de la crisis económica. Durante la negociación, que concluyó con un nuevo convenio por dos años con garantía de empleo, recibió distintas críticas de los partidos de la oposición, especialmente del diputado de IU-Els Verds Joan Saura, que le acusaron de intentar despedir a una veintena de trabajadores. Antes del acuerdo hubo dos jornadas de huelga general en EFE, secundadas masivamente. En 2012 regresó como directivo al Grupo Prisa.
Ha sido profesor en la Escuela de Periodismo Universidad Autónoma de Madrid-El País, es maestro de la Fundación Nuevo Periodismo Iberoamericano, que preside Mercedes Barcha Pardo, y ha recibido el grado honario (Honorary Degree) en Dirección y Administración de Empresas por la fundación universitaria ESERP. 
Grijelmo obtuvo en 1998 el Premio Nacional de Periodismo "Miguel Delibes"; y en 2006 la Antena de Oro por su colaboración habitual en el programa radiofónico No es un día cualquiera, dirigido por Pepa Fernández en Radio Nacional de España. 
Durante el año 2011 participó como vocal en la Comisión de Modernización del Lenguaje Jurídico.
En junio de 2018, Álex Grijelmo fue nombrado director de la Escuela de Periodismo UAM-El País. Sustituyó a Javier Moreno, que continuó ligado a dicho diario como director de su edición de América. En noviembre de 2020 regresó al periódico como subdirector.
Durante su juventud, formó parte del grupo folk Orégano, al que sigue vinculado (https://www.youtube.com/watch?v=rUUjLpYbtVg), lo que, según sus propias palabras, le sirvió para ahondar en el conocimiento del castellano más popular.

## Libros del autor
Paralelamente a su actividad periodística, Grijelmo ha publicado:
- El estilo del periodista, Taurus, 1997,

Y los ensayos:
- Defensa apasionada del idioma español, Taurus, 1998.
- La seducción de las palabras, Taurus, 2000.
- La punta de la lengua, Aguilar, 2004.
- El genio del idioma, Taurus, 2004.
- La gramática descomplicada, Taurus, 2006.
- con Pilar García Mouton: Palabras moribundas, Taurus, 2011.
- La información del silencio, Taurus, 2012.
- Palabras de doble filo, Espasa, 2015.
- con José María Merino (coord.): La fuerza del español y cómo defenderla, Taurus, 2019.
- Propuesta de acuerdo sobre el lenguaje inclusivo, Taurus, 2019.
- Con la lengua fuera, Taurus, 2021.
- Les Luthiers, de la L a la S (con Daniel Samper), Debate, 2024.
- La perversión del anonimato, Taurus, 2024.

Y una novela:
- El cazador de estilemas, Planeta, 2019.[16]

### Otras publicaciones
Ha participado en el catálogo del fotógrafo David Palacín para la Bienal de Dakar (2002) junto a los también escritores José Ángel Barrueco, Mario Crespo, Óscar Esquivias, Marta Sanz, el cantaor flamenco El Cabrero, el músico y ministro de Cultura de Senegal Youssou N'Dour, el actor Martin Sheen, la poeta mexicana Roxana Elvridge-Thomas y el músico Diego Galaz.

## Reconocimientos
En diciembre de 2015, fue elegido académico correspondiente de la Institución Fernán González (Academia Burgense de Historia y Bellas Artes).
En abril de 2018, ingresa en la Academia Colombiana de la Lengua como académico correspondiente.
En abril de 2019, se le reconoció como Premio Castilla y León de Ciencias Sociales y Humanidades (2018).
En 2022 fue galardonado con un Premio Archiletras de la Lengua en la categoría de divulgación.